# Nákaza (Star Trek: Nová generace)
Nákaza (v anglickém originále Contagion) je v pořadí jedenáctá epizoda druhé sezóny seriálu Star Trek: Nová generace.

## Příběh
Kapitán Picard z lodi USS Enterprise D obdrží volání z lodi USS Yamato, které velí kapitán Donald Varley. Dozvídá se, že lodi, která se nachází na nebezpečné výpravě v romulanské neutrální zóně, začaly selhávat systémy. Varley však věří, že objevili legendární planetu Iconia. Iconiané disponovali velmi vyspělou technologií a kapitán Yamata se obává, že by ji mohli Romulané použít proti Federaci. Než však stihne Varley podat hlubší vysvětlení, komunikace je přerušena a Yamato exploduje z důvodu narušení warp jádra. Všichni na palubě zahynou. Krátce poté se před Enterprise objeví romulanský válečný pták Haakona a požaduje její stažení z neutrální zóny. Picard je informuje, že místo neopustí, dokud nezjistí důvod zničení Yamata. Poté nařídí kurz k planetě.
Po stažení lodních deníků Yamata Picard hledá Iconii. Během cesty La Forge analyzuje deníky, aby zjistil jakýkoliv náznak, proč ke katastrofě lodi došlo. Když Enterprise k planetě dorazí, zjistí, že z jejího povrchu byla automaticky vypuštěna sonda. La Forge zjistí, že Yamato potkalo to samé. Proto chvátá na můstek, aby varoval kapitána, aby sondu zničil, což učiní. Další pátrání ukáže, že sonda nahrála do počítačových systémů Yamata počítačový program, který zkázu lodi způsobil. Jeho kopie se nyní dostala v lodních denících Yamata i na Enterprise. Naštěstí byla infikována pouze malá část dat, takže virus se šíří o to pomaleji.
Na planetě je zjištěn zdroj energie, a tak se Dat, Picard a Worf transportují dolů, kde objeví teleportační bránu, která, zdá se, umožňuje okamžité mezihvězdné cestování. Když se Dat snaží získat přístup do iconianského počítače, je také jakožto android nakažen virem, ale přesto se mu podaří sdělit Picardovi, jak celé zařízení zničit.
Z důvodu vyřazení systému Enterprise je Picard uvězněn na rozpadající se základně. K útěku je nucen použít iconianskou základnu, ale dostane se na romulanský válečný pták Haakona, který je taktéž infikován virem, kvůli němuž se nachází z důvodu počítačové chyby v režimu nevypnutelné autodestrukce.
Dat „zemře,“ když jeho systémy z důvodu zavirování selžou. Po chvíli ale opět povstane. La Forge se domnívá, že do Datova hlavního paměťového jádra by se virus dostat neměl, protože je chráněno. Jeho sebeopravný systém způsobil něco jako celkový restart. Ten samý postup je tedy použit i k vyčištění počítače Enterprise.
Posádka Enterprise transportuje Picarda z Haakony a instruuje jejich kapitána, jak si se všemi problémy poradit a obě lodě místo opouštějí.